# Parque de Olèrdola
El parque de Olèrdola (en catalán, y de forma oficial, parc d'Olèrdola) es un espacio natural protegido español situado en la provincia de Barcelona, Cataluña, en el límite de las comarcas del Garraf y el Alto Panadés. Forma parte de la Red de Parques Naturales gestionados por la Diputación de Barcelona con el objetivo de hacer compatibles sus valores biológicos y culturales con las actividades socioeconómicas de sus habitantes, y de poner a disposición de la sociedad un marco idóneo para las actividades de ocio, educación ambiental e investigación.

## Geografía
El Parque de Olèrdola está situado en los últimos contrafuertes del macizo del Garraf, en la zona situada entre el torrente de Villafranca y el monte de Àliga, en el linde entre las comarcas del Alto Panadés y el Garraf. Comprende una superficie protegida de 608 ha que integran parte de los municipios de Olèrdola (Alto Panadés) y Canyellas (Garraf).
El parque presenta una morfología y un paisaje equiparables al de su entorno geográfico. El relieve es relativamente suave, aunque se ve alterado por la presencia de acantilados y riscales. La plataforma rocosa central alcanza los 358 m de altura en su punto más alto, la Atalaya.
El carácter singular del parque se debe, en gran medida, a la presencia de numerosos elementos arquitectónicos y arqueológicos. El núcleo principal de este valuosos patrimonio lo constituye el conjunto histórico de Olèrdola, que da nombre al parque.
El Parque de Olèrdola está amparado legalmente por el Plan especial promovido por la Diputación de Barcelona, y aprobado por la Generalidad de Cataluña en 1992.

## Vegetación
La vegetación de la zona se ve muy afectada por el régimen de lluvias y, por lo tanto, las especies que crecen espontáneamente han de afrontar un periodo de sequía estival que puede llegar a ser muy duro. Por esta razón, las plantas que viven presentan adaptaciones para evitar pérdidas excesivas de agua. Durante la época seca, y con un clima mediterráneo, el crecimiento es lento, especialmente el de los árboles, y, por tanto, la producción de madera es baja.

## Fauna
Las duras condiciones ambientales como la gran insolación, la carencia de agua, la escasa vegetación y el relieve abrupto, no permiten que se desarrolle una fauna rica y exuberante. Sin embargo, es este mismo factor el que da interés a la original fauna que vive en el parque, puesto que está formada por especies adaptadas a estas peculiares condiciones. 
La confluencia de ambientes ecológicos —transición entre el encinar y la maquia de carrasca y palmito— se refleja también en la fauna herpetológica (muy sensible a estos cambios) de forma que podemos encontrar especies de carácter termófilo y procedencia norteafricana como la serpiente de herradura y la víbora ibérica junto a otras de carácter centroeuropeo como la salamandra y el lución. Finalmente, el gran desarrollo del sistema cárstico ha permitido la formación de una interesante vida cavernícola, encontrando especies endémicas únicas en el mundo.

## Patrimonio construido
Uno de los elementos más relevantes dentro del ámbito del Plan especial de protección del medio físico y del paisaje del espacio natural de Olèrdola es la elevada densidad e interés del patrimonio arqueológico y arquitectónico que en él se encuentra. Además del conjunto central, del cual recibe el nombre tanto el Plan especial como uno de los municipios que lo integran, en cualquier parte de este ámbito geográfico se localizan restos y estructuras que patentizan la larga ocupación del hombre en este territorio. Actualmente, tanto los elementos del patrimonio arquitectónico como los yacimientos arqueológicos conocidos en la zona están inventariados y algunos de ellos, además, protegidos por la preceptiva declaración de Bienes de Interés Cultural. Los restos y yacimientos conocidos se dividen en tres grupos según sea su grado de protección: 
- Inventario de los Bienes de Interés Cultural (BIC)
- Inventario de los yacimientos arqueológicos conocidos y no cualificados como BIC
- Otras construcciones de interés

## Paisaje
El Parque de Olérdola, Paisajísticamente poco diferenciado de su entorno, abarca un territorio personalizado que se podría definir como la cuenca visual que rodea el conjunto monumental de Olèrdola. El paisaje de Olèrdola se caracteriza por su marcado carácter mediterráneo y por ser el testigo de una larga relación entre el hombre y el medio. Como el macizo del Garraf, la presencia del palmito y el predominio de la roca calcárea configuran el carácter árido de estas tierras. La acentuada sequía estival y la baja capacidad de retención de agua de los suelos calcáreos condicionan el desarrollo de la vegetación. 
El paisaje vegetal de Olèrdola es un mosaico de pinares de pino blanco, formaciones arbustivas bajas, prados secos, viñas y algunos cultivos de secano. Predominan los vegetales de hoja pequeña y dura, adaptados a vivir en ambientes secos y suelos pobres. Los incendios forestales y la dilatada ocupación humana son factores que han tenido una fuerte incidencia desde hace miles de años y que hay que tener en cuenta para comprender la evolución y el estado actual de los paisajes y los sistemas naturales en el área de Olèrdola. 
La viña, cultivo más común, se ha ido reduciendo considerablemente debido a la dificultad de emplear maquinaria en las vertientes terraplenados con márgenes de piedra. Los estrechos bancales no cultivados son progresivamente ocupados por la vegetación natural. Con ello, el cultivo de la viña ocupa todavía una parte de los terrenos llanos de los valles.

## Actividades económicas
El conjunto monumental de Olèrdola es el principal foco de atracción de visitantes al parque. Sin generar una actividad económica directa, es una pieza importante en los itinerarios culturales y naturalísticos de la zona. 
El bosque cubre parte de la orografía irregular de su territorio, aunque no se explota de una forma productiva. Aprovechando los bancales y los márgenes, se han ubicado pequeñas explotaciones agrarias familiares dedicadas al cultivo de la viña y a los árboles frutales.

## Rutas a pie
El parque permite algunos itinerarios como, por ejemplo: 
- El GR 92-3 (la Clota - Castellet), que es una variante del GR 92
- La ruta del Agua y el Vino, que transcurre por las poblaciones de Moja, Sant Miquel d’Olèrdola y Viladellops, y cruza el parque por la Seguera.

## Enlaces recomendados
- Wikimedia Commons alberga una categoría multimedia sobre Parque de Olèrdola.
- Red de Espacios Naturales de la Diputación de Barcelona

- Datos: Q5403309
- Multimedia: Parc d'Olèrdola / Q5403309